# Cupa Campionilor Europeni 1963-1964
Sezonul 1963-1964 al turneului fotbalistic Cupa Campionilor Europeni le-a adus primul titlu celor de la Internazionale Milano, ei câștigând cu 3-1 în fața celor de la Real Madrid. A fost cel de-al doilea an consecutiv când o echipă italiană a câștigat turneul.
AC Milan era câștigătoarea titlului de anul trecut, dar a fost eliminată în sferturile de finală de Real Madrid.

## Preliminarii
| Echipa 1              | Total  | Echipa 2              | Turul I | Turul II | Baraj |
| --------------------- | ------ | --------------------- | ------- | -------- | ----- |
| FC Lyn Oslo           | 3 - 7  | Borussia Dortmund     | 2 - 4   | 1 - 3    |       |
| Dundalk FC            | 2 - 4  | FC Zürich             | 0 - 3   | 2 - 1    |       |
| FK Partizan           | 6 - 1  | Anorthosis Famagusta  | 3 - 0   | 3 - 1    |       |
| Partizani Tirana      | 2 - 3  | Spartak Plovdiv       | 1 - 0   | 1 - 3    |       |
| Galatasaray SK        | 4 - 2  | Ferencvárosi TC       | 4 - 0   | 0 - 2    |       |
| Dukla Praga           | 8 - 0  | Valletta FC           | 4 - 0   | 0 - 2    |       |
| Dinamo București      | 3 - 0  | Motor Jena            | 2 - 0   | 1 - 0    |       |
| Everton FC            | 0 - 1  | Internazionale Milano | 0 - 0   | 0 - 1    |       |
| Górnik Zabrze         | 1 - 1  | Austria Viena         | 1 - 0   | 0 - 1    | 2 - 1 |
| AS Monaco             | 8 - 3  | AEK Atena             | 7 - 2   | 1 - 1    |       |
| Lisburn Distillery FC | 3 - 8  | SL Benfica            | 3 - 3   | 0 - 5    |       |
| Standard Liège        | 1 - 2  | IFK Norrköping        | 1 - 0   | 0 - 2    |       |
| Esbjerg fB            | 4 - 11 | PSV Eindhoven         | 3 - 4   | 1 - 7    |       |
| FC Haka               | 4 - 5  | Jeunesse Esch         | 4 - 1   | 0 - 4    |       |
| Glasgow Rangers       | 0 - 7  | Real Madrid           | 0 - 1   | 0 - 6    |       |

### Turul I
| FC Lyn Oslo          | 2 – 4   | Borussia Dortmund                      |
| -------------------- | ------- | -------------------------------------- |
| Berg 22' Stavrum 23' | Detalii | Emmerich 8' Schmidt 60' Wosab 65', 74' |

| Dundalk FC | 0 – 3   | FC Zürich                    |
| ---------- | ------- | ---------------------------- |
|            | Detalii | Feller 15', 68' Von Burg 58' |

| FK Partizan                         | 3 – 0   | Anorthosis Famagusta |
| ----------------------------------- | ------- | -------------------- |
| Kovačević 50' (pen.), 65' Galić 83' | Detalii |                      |

| Partizani Tirana | 1 – 0   | Spartak Plovdiv |
| ---------------- | ------- | --------------- |
| Kraja 8'         | Detalii |                 |

| Galatasaray SK                                  | 4 – 0   | Ferencvárosi TC |
| ----------------------------------------------- | ------- | --------------- |
| Altıntabak 28' Oktay 50', 84' (pen.) Kutver 61' | Detalii |                 |

| Dukla Praga                                               | 6 – 0   | Valletta FC |
| --------------------------------------------------------- | ------- | ----------- |
| Kučera 1', 61', 71' Šafránek 8' Brumovský 55' Jelínek 60' | Detalii |             |

| Dinamo București       | 2 – 0   | Motor Jena |
| ---------------------- | ------- | ---------- |
| Petru 15' Pârcălab 65' | Detalii |            |

| Everton FC | 0 – 0   | Internazionale Milano |
| ---------- | ------- | --------------------- |
|            | Detalii |                       |

| Górnik Zabrze | 1 – 0   | Austria Viena |
| ------------- | ------- | ------------- |
| Lentner 71'   | Detalii |               |

| AS Monaco                                            | 7 – 2   | AEK Atena                  |
| ---------------------------------------------------- | ------- | -------------------------- |
| Cossou 9', 31', 42', 57' Douis 17', 87' Dijbrill 22' | Detalii | Nestoridis 80' Tasinos 82' |

| Lisburn Distillery FC               | 3 – 3   | SL Benfica                   |
| ----------------------------------- | ------- | ---------------------------- |
| Kennedy 1' Hamilton 35' Ellison 79' | Detalii | Pereira 15', 60' Eusébio 88' |

| Standard Liège | 1 – 0   | IFK Norrköping |
| -------------- | ------- | -------------- |
| Pilot 6'       | Detalii |                |

| Esbjerg fB                                | 3 – 4   | PSV                                              |
| ----------------------------------------- | ------- | ------------------------------------------------ |
| Christiansen 4' Frandsen 8' Bertelsen 54' | Detalii | Theunissen 31' Kerkhoffs 46', 57' Brusselers 67' |

| FC Haka                              | 4 – 1   | Jeunesse Esch |
| ------------------------------------ | ------- | ------------- |
| Kumpulampi 5', 68' Peltonen 42', 76' | Detalii | Theis 10'     |

| Glasgow Rangers | 0 – 1   | Real Madrid |
| --------------- | ------- | ----------- |
|                 | Detalii | Puskás 86'  |

### Turul II
| FC Zürich  | 1 – 2   | Dundalk FC          |
| ---------- | ------- | ------------------- |
| Feller 75' | Detalii | Cross 20' Hasty 60' |

FC Zürich s-a calificat cu scorul general 4–2.
| Motor Jena | 0 – 1   | Dinamo București |
| ---------- | ------- | ---------------- |
|            | Detalii | Țîrcovnicu 55'   |

Dinamo București s-a calificat cu scorul general 3–0.
| Internazionale Milano | 1 – 0   | Everton FC |
| --------------------- | ------- | ---------- |
| Jair 46'              | Detalii |            |

Internazionale s-a calificat cu scorul general 1–0.
| Valletta FC | 0 – 2   | Dukla Praga            |
| ----------- | ------- | ---------------------- |
|             | Detalii | Geleta 74' Jelínek 81' |

Dukla Praga s-a calificat cu scorul general 8–0.
| Anorthosis Famagusta | 1 – 3   | FK Partizan                       |
| -------------------- | ------- | --------------------------------- |
| Kokkinis 20'         | Detalii | Galić 25' Bajić 25' Kovačević 85' |

FK Partizan s-a calificat cu scorul general 6–1.
| Borussia Dortmund             | 3 – 1   | FC Lyn Oslo |
| ----------------------------- | ------- | ----------- |
| Konietzka 35', 48' Cyliax 60' | Detalii | Stavrum 63' |

Borussia Dortmund s-a calificat cu scorul general 7–3.
| Spartak Plovdiv                 | 3 – 1   | Partizani Tirana |
| ------------------------------- | ------- | ---------------- |
| Stoinov 9' Dishkov 37' Diev 67' | Detalii | Pano 40'         |

Spartak Plovdiv s-a calificat cu scorul general 3–2.
| Austria Viena | 1 – 0   | Górnik Zabrze |
| ------------- | ------- | ------------- |
| Buzek 46'     | Detalii |               |

La scorul general 1–1 s-a disputat un meci de baraj.
| AEK Atena       | 1 – 1   | AS Monaco       |
| --------------- | ------- | --------------- |
| Theofanidis 60' | Detalii | Theo 89' (pen.) |

Monaco s-a calificat cu scorul general 8–3.
| SL Benfica                                        | 5 – 0   | Distillery |
| ------------------------------------------------- | ------- | ---------- |
| Eusébio 24', 65' Simões 37' Yaúca 67' Pereira 77' | Detalii |            |

Benfica s-a calificat cu scorul general 8–3.
| IFK Norrköping              | 2 – 0   | Standard Liège |
| --------------------------- | ------- | -------------- |
| Kindvall 41' Martinsson 60' | Detalii |                |

Norrköping s-a calificat cu scorul general 2–1.
| PSV Eindhoven                                             | 7 – 1   | Esbjerg fB   |
| --------------------------------------------------------- | ------- | ------------ |
| Kerkhoffs 4', 36' Giesen 8', 22', 69' Theunissen 72', 89' | Detalii | Bertelsen 3' |

PSV Eindhoven s-a calificat cu scorul general 11–4.
| Jeunesse Esch                     | 4 – 0   | FC Haka |
| --------------------------------- | ------- | ------- |
| Theis 17', 85' May 60' Langer 84' | Detalii |         |

Jeunesse Esch s-a calificat cu scorul general 5–4.
| Real Madrid                                         | 6 – 0   | Glasgow Rangers |
| --------------------------------------------------- | ------- | --------------- |
| Puskás 3', 24', 49' Evaristo 10' Gento 19' Ruiz 78' | Detalii |                 |

Real Madrid s-a calificat cu scorul general 7–0.
| Ferencvárosi TC        | 2 – 0   | Galatasaray SK |
| ---------------------- | ------- | -------------- |
| Albert 21' (pen.), 74' | Detalii |                |

Galatasaray s-a calificat cu scorul general 4–2.

### Baraj
| Austria Viena | 1 – 2  | Górnik Zabrze        |
| ------------- | ------ | -------------------- |
| Geyer 70'     | Raport | Pohl 6' Musiałek 30' |

Górnik Zabrze s-a calificat

## Optimi de finală
| Echipa 1              | Total | Echipa 2          | Turul I | Turul II | Baraj |
| --------------------- | ----- | ----------------- | ------- | -------- | ----- |
| SL Benfica            | 2 - 6 | Borussia Dortmund | 2 - 1   | 0 - 5    |       |
| Górnik Zabrze         | 3 - 4 | Dukla Praga       | 2 - 0   | 1 - 4    |       |
| Spartak Plovdiv       | 0 - 1 | Dukla Praga       | 0 - 1   | 0 - 0    |       |
| Dinamo București      | 4 - 8 | Real Madrid       | 1 - 3   | 3 - 5    |       |
| FC Zürich             | 2 - 2 | Galatasaray SK    | 2 - 0   | 0 - 2    | 2 - 2 |
| Jeunesse Esch         | 4 - 7 | FK Partizan       | 2 - 1   | 2 - 6    |       |
| Internazionale Milano | 4 - 1 | AS Monaco         | 1 - 0   | 3 - 1    |       |
| IFK Norrköping        | 3 - 6 | AC Milan          | 1 - 1   | 2 - 5    |       |

### Turul I
| SL Benfica             | 2 – 1   | Borussia Dortmund |
| ---------------------- | ------- | ----------------- |
| Simões 46' Eusébio 67' | Detalii | Wosab 54'         |

| Górnik Zabrze            | 2 – 0   | Dukla Praga |
| ------------------------ | ------- | ----------- |
| Musiałek 5' Lubański 49' | Detalii |             |

| Spartak Plovdiv | 0 – 1   | PSV Eindhoven |
| --------------- | ------- | ------------- |
|                 | Detalii | Kerkhoffs 88' |

| Dinamo București | 1 – 3   | Real Madrid                       |
| ---------------- | ------- | --------------------------------- |
| Țîrcovnicu 86'   | Detalii | Ruiz 20' Di Stéfano 43' Gento 87' |

| FC Zürich                          | 2 – 0   | Galatasaray SK |
| ---------------------------------- | ------- | -------------- |
| Rosario Martinelli 20' Stürmer 83' | Detalii |                |

| Jeunesse Esch     | 2 – 1   | Partizan  |
| ----------------- | ------- | --------- |
| May 19' Theis 82' | Detalii | Galić 33' |

| Internazionale Milano | 1 – 0   | AS Monaco |
| --------------------- | ------- | --------- |
| Ciccolo 68'           | Detalii |           |

| IFK Norrköping | 1 – 1   | AC Milan      |
| -------------- | ------- | ------------- |
| Nordqvist 59'  | Detalii | Fortunato 84' |

### Turul II
| Dukla Praga                              | 4 – 1   | Górnik Zabrze |
| ---------------------------------------- | ------- | ------------- |
| Kučera 18', 46' Masopust 19' Jelínek 48' | Detalii | Szołtysik 56' |

Dukla Praga s-a calificat cu scorul general 4–3.
| PSV Eindhoven | 0 – 0   | Spartak Plovdiv |
| ------------- | ------- | --------------- |
|               | Detalii |                 |

PSV Eindhoven s-a calificat cu scorul general 1–0.
| Galatasaray SK              | 2 – 0   | FC Zürich |
| --------------------------- | ------- | --------- |
| Oktay 9' (pen.), 80' (pen.) | Detalii |           |

La scorul general 2–2 s-a disputat un meci de baraj.
| FK Partizan                                        | 6 – 2   | Jeunesse Esch       |
| -------------------------------------------------- | ------- | ------------------- |
| Kovačević 18', 43', 66', 77' Čebinac 45' Galić 57' | Detalii | Langer 20' Bach 60' |

FK Partizan s-a calificat cu scorul general 7–4.
| Borussia Dortmund                            | 5 – 0   | SL Benfica |
| -------------------------------------------- | ------- | ---------- |
| Konietzka 33' Brungs 35', 37', 47' Wosab 58' | Detalii |            |

Borussia Dortmund s-a calificat cu scorul general 7–4.
| AS Monaco       | 1 – 3   | Internazionale Milano           |
| --------------- | ------- | ------------------------------- |
| Théo 57' (pen.) | Detalii | Mazzola 13' 18' Luis Suárez 90' |

Internazionale Milano s-a calificat cu scorul general 4–1.
| AC Milan                                             | 5 – 2   | IFK Norrköping                   |
| ---------------------------------------------------- | ------- | -------------------------------- |
| Altafini 34' 38' 77' Nordqvist 45' (a.g.) Rivera 50' | Detalii | Martinsson 30' Trebbi 88' (a.g.) |

AC Milan s-a calificat cu scorul general 6–3.
| Real Madrid                                                   | 5 – 3   | Dinamo Bucharest                               |
| ------------------------------------------------------------- | ------- | ---------------------------------------------- |
| Ruiz 3' Di Stéfano 15' Amancio 51' Zoco 60' Puskás 63' (pen.) | Detalii | Nunweiller 38' Frățilă 47' Pârcălab 71' (pen.) |

Real Madrid s-a calificat cu scorul general 8–4.

### Baraj
| FC Zürich                    | 2 – 2 (d.p.) | Galatasaray SK      |
| ---------------------------- | ------------ | ------------------- |
| Von Burg 75' Leimgruber 117' | Raport       | Oktay 85' Köken 92' |

În urma egalității înregistrate la finalul prelungirilor meciului de baraj, FC Zürich s-a calificat prin tragere la sorți.

## Sferturi de finală
| Echipa 1      | Total | Echipa 2              | Turul I | Turul II | Baraj |
| ------------- | ----- | --------------------- | ------- | -------- | ----- |
| Real Madrid   | 4 - 3 | AC Milan              | 4 - 1   | 0 - 2    |       |
| FK Partizan   | 1 - 4 | Internazionale Milano | 0 - 2   | 1 - 2    |       |
| PSV Eindhoven | 2 - 3 | FC Zürich             | 1 - 0   | 1 - 3    |       |
| Dukla Praga   | 3 - 5 | Borussia Dortmund     | 0 - 4   | 3 - 1    |       |

### Turul I
| Real Madrid                                     | 4 – 1   | AC Milan    |
| ----------------------------------------------- | ------- | ----------- |
| Amancio 18' Puskás 44' Di Stéfano 60' Gento 67' | Detalii | Lodetti 84' |

| FK Partizan | 0 – 2   | Internazionale Milano |
| ----------- | ------- | --------------------- |
|             | Detalii | Jair 48' Mazzola 89'  |

| PSV Eindhoven  | 1 – 0   | FC Zürich |
| -------------- | ------- | --------- |
| Theunissen 78' | Detalii |           |

| Dukla Praga | 0 – 4   | Borussia Dortmund                              |
| ----------- | ------- | ---------------------------------------------- |
|             | Detalii | Brungs 20' Konietzka 56' Wosab 76' (pen.), 85' |

### Turul II
| AC Milan                | 2 – 0   | Real Madrid |
| ----------------------- | ------- | ----------- |
| Lodetti 7' Altafini 46' | Detalii |             |

Real Madrid s-a calificat cu scorul general 4–3.
| Internazionale Milano | 2 – 1   | FK Partizan |
| --------------------- | ------- | ----------- |
| Corso 27' Jair 43'    | Detalii | Bajić 68'   |

Internazionale Milano s-a calificat cu scorul general 4–1.
| FC Zürich                       | 3 – 1   | PSV Eindhoven |
| ------------------------------- | ------- | ------------- |
| Stürmer 3' Brizzi 18' Rüfli 46' | Detalii | Verdonk 35'   |

FC Zürich s-a calificat cu scorul general 3–2.
| Borussia Dortmund | 1 – 3   | Dukla Praga                |
| ----------------- | ------- | -------------------------- |
| Rylewicz 20'      | Detalii | Röder 40' Jelínek 68', 87' |

Borussia Dortmund s-a calificat cu scorul general 5–3.

## Semifinale
| Echipa 1          | Total | Echipa 2              | Turul I | Turul II | Baraj |
| ----------------- | ----- | --------------------- | ------- | -------- | ----- |
| Borussia Dortmund | 2 - 4 | Internazionale Milano | 2 - 2   | 0 - 2    |       |
| FC Zürich         | 1 - 8 | Real Madrid           | 1 - 2   | 0 - 6    |       |

### Turul I
| Borussia Dortmund | 2 – 2   | Internazionale Milano |
| ----------------- | ------- | --------------------- |
| Brungs 24', 28'   | Detalii | Mazzola 3' Corso 42'  |

| FC Zürich  | 1 – 2   | Real Madrid             |
| ---------- | ------- | ----------------------- |
| Brizzi 71' | Detalii | Di Stéfano 16' Zoco 25' |

### Turul II
| Internazionale Milano | 2 – 0   | Borussia Dortmund |
| --------------------- | ------- | ----------------- |
| Mazzola 48' Jair 76'  | Detalii |                   |

Internazionale Milano s-a calificat cu scorul general 4–2.
| Real Madrid                                                       | 6 – 0   | FC Zürich |
| ----------------------------------------------------------------- | ------- | --------- |
| Zoco 9' Felo 14' Muller 16' Puskás 70' Di Stéfano 79' Amancio 87' | Detalii |           |

Real Madrid s-a calificat cu scorul general 8–1.

## Finala
| Internazionale Milano       | 3 – 1   | Real Madrid |
| --------------------------- | ------- | ----------- |
| Mazzola 43', 76' Milani 61' | Detalii | Felo 70'    |

| Campioană Europeană 1962-1963       |
| ----------------------------------- |
| Italia                              |
| Internazionale Milano Primul trofeu |

## Golgheteri
7 goluri
- Vladica Kovačević (FK Partizan)
- Sandro Mazzola (Internazionale Milano)
- Ferenc Puskás (Real Madrid)